# Pyt-Jach
Pyt-Jach (ros. Пыть-Ях) – miasto w Rosji, w Chanty-Mansyjskim Okręgu Autonomicznym – Jugrze, w Rejonie Nieftiejugańskim. Administracyjnie Pyt-Jach nie wchodzi jednak w skład tego Rejonu, stanowiąc miasto wydzielone Chanty-Mansyjskiego OA – Jugry.
Miasto leży na prawym brzegu rzeki Jaryk Duży i liczy 41.528 mieszkańców (2005 r.). Jego nazwa w języku chantyjskim oznacza „miejsce dobrych ludzi.”

## Historia
1 stycznia 1968 r. w miejscu obecnego miasta założono osadę Mamontowskaja, która miała się stać centrum eksploatacji odkrytych w 1965 r. złóż ropy naftowej i gazu ziemnego nazwanych złożami mamontowskimi. 2 marca 1980 r. 10 tys. robotników rozpoczęło budowę dwóch nowych osad położonych w pobliżu Mamontowskiej: Pyt-Jach i Mamontowa. W 1982 r. wszystkie trzy osady połączono w jedną pod nazwą Pyt-Jach. W 1990 r. miejscowość otrzymała prawa miejskie.

## Gospodarka
Podstawą gospodarki Pyt-Jach jest przemysł związany z eksploatacją złóż ropy naftowej i gazu ziemnego, ponadto w mieście funkcjonują przedsiębiorstwa związane z przemysłem drzewnym.